# Dieter Dekelver

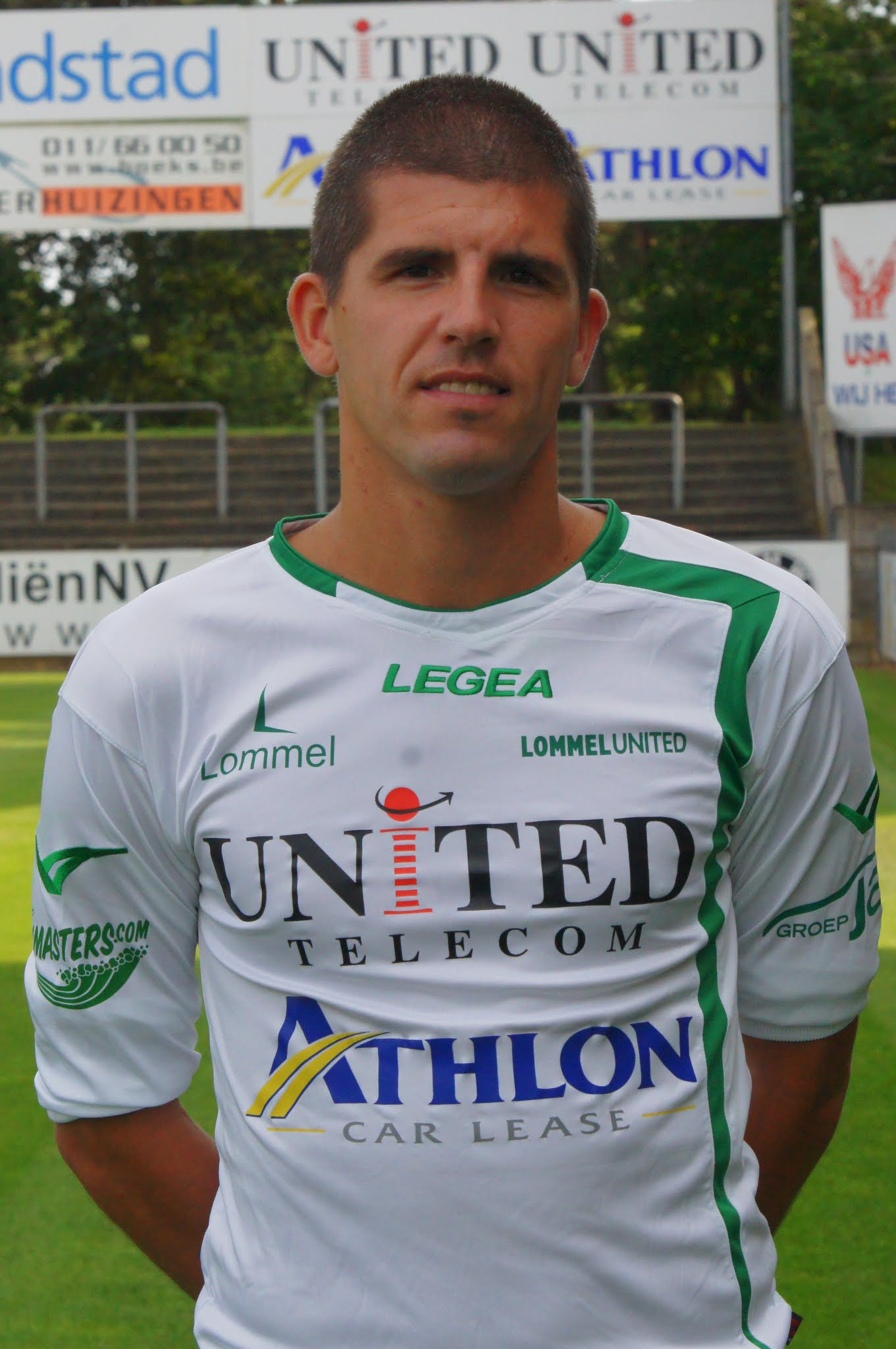
2012

Dieter Dekelver (Beringen, 17 augustus 1979) is een voormalig Belgisch voetballer (aanvaller), die onder andere speelde voor Lommel United, Cercle Brugge en Westerlo.
Hij startte bij de jeugd van Eendracht Gerhees Oostham en maakte op twaalfjarige leeftijd de overstap naar SK Lommel. Hij debuteerde er op z'n achttiende in de A-kern. Hij zou er vijf jaar blijven en na het faillissement van Lommel verbleef hij de laatste twee maanden van dat seizoen bij het voormalige FC Strombeek, dat toen FC Brussels werd. Daar speelde hij onder coach Harm van Veldhoven kampioen in tweede klasse. Daar hij einde contract was kon Cercle Brugge hem binnenrijven. Op 27 januari 2007 raakte bekend dat Dekelver per direct de overstap maakt naar Westerlo. Hij tekende er een contract voor 3,5 jaar. Na zijn avontuur bij Westerlo keert hij in de zomer van 2012 terug naar zijn roots(Lommel). Hij zal daar de jonge aanval proberen te sturen. Op 6 augustus 2013 zette hij een punt achter zijn carrière.

## Statistieken
| Seizoen        | Club          | Wedst | Goals | Competitie     |
| -------------- | ------------- | ----- | ----- | -------------- |
| 1997-98        | SK Lommel     | 2     | 0     | Eerste klasse  |
| 1998-99        | SK Lommel     | 26    | 7     | Eerste klasse  |
| 1999-00        | SK Lommel     | 25    | 7     | Eerste klasse  |
| 2000-01        | SK Lommel     | 31    | 10    | Tweede klasse  |
| 2001-02        | SK Lommel     | 22    | 6     | Tweede klasse  |
| 2002-Jan. 2003 | SK Lommel     | 16    | 4     | Eerste klasse  |
| 2003           | FC Strombeek  | NB    | NB    | Tweede klasse  |
| 2003-04        | FC Brussels   | 32    | 16    | Tweede klasse  |
| 2004-05        | Cercle Brugge | 29    | 10    | Eerste klasse  |
| 2005-06        | Cercle Brugge | 30    | 8     | Eerste klasse  |
| 2006-07        | Cercle Brugge | 17    | 4     | Eerste klasse  |
| 2006-07        | KVC Westerlo  | 11    | 7     | Eerste klasse  |
| 2007-08        | KVC Westerlo  | 21    | 5     | Eerste klasse  |
| 2008-09        | KVC Westerlo  | 15    | 1     | Eerste klasse  |
| 2009/10        | KVC Westerlo  | 22    | 6     | Jupiler League |
| 2009/10        | KVC Westerlo  | 2     | 0     | Play-Off II A  |
| 2010/11        | KVC Westerlo  | 24    | 7     | Jupiler League |
| 2010/11        | KVC Westerlo  | 4     | 2     | Play-Off II A  |
| 2010/11        | KVC Westerlo  | 20    | 2     | Jupiler League |
| 2010/11        | KVC Westerlo  | 2     | 0     | Play-Off III   |
| 2012-13        | Lommel United | 14    | 4     | Tweede klasse  |
|                | Totaal        | 365   | 106   |                |